# Castello di Bran
Il castello di Bran (in rumeno Castelul Bran, IPA: [kasˈtelul ˈbran]) è un castello della Romania costruito in stile medievale gotico. Si trova presso il comune di Bran (vicino a Brașov) e sorge sull'antico confine tra la Transilvania e la Valacchia.
Nella cultura di massa occidentale il castello, che è il primo della Transilvania che si incontra venendo da Bucarest sulla strada principale, è stato associato a quello tipico delle rappresentazioni del romanzo gotico Dracula di Bram Stoker. Pertanto è comunemente conosciuto come il "castello di Dracula".
Oggi è la sede di un museo dedicato alla storia della Transilvania e alle collezioni della famiglia reale. È una delle attrazioni più famose della Romania.

## Luogo

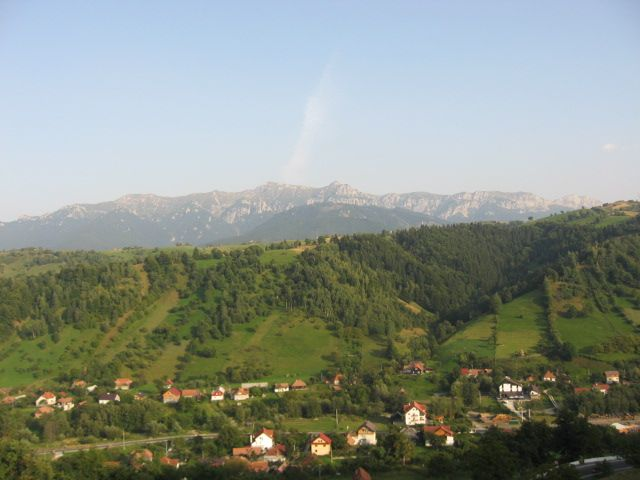
La vista dalla balconata

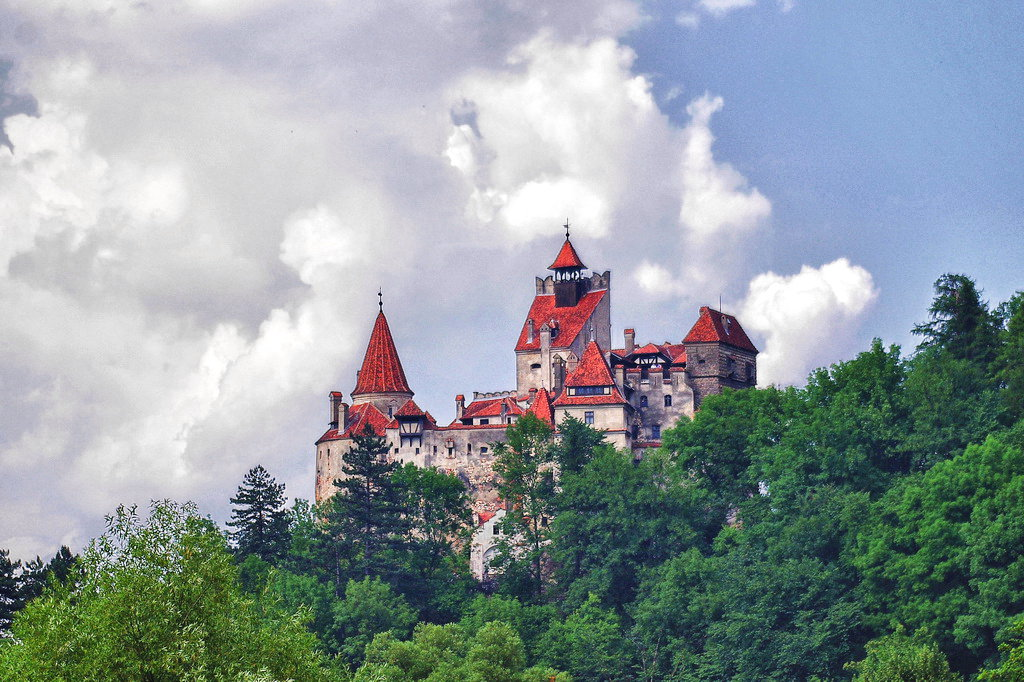
Il castello di Bran è circondato dal bosco

Il castello di Bran sorge ai piedi dei Carpazi. È uno dei luoghi più famosi della regione della Transilvania, conosciuta per l'abbondanza di roccaforti medievali che costellano un territorio prevalentemente montuoso.
Circondata dai massicci montuosi Bucegi e Piatra Craiului, la fortezza è situata a circa 30 km dalla città di Brașov e si erge su un'altura rocciosa all'entrata del passaggio Rucăr - Bran. La posizione privilegiata permette di avere un'ottima vista sulle colline circostanti e sulle valli Moeciu e Bârsei. Si raggiunge percorrendo la strada nazionale 73 che collega Braşov a Câmpulung, attraverso il massiccio Piatra Craiului, parco nazionale, caratterizzato dalla presenza di tipiche specie di flora e fauna autoctona.
In genere, i numerosi castelli della regione (per esempio, il castello di Peleș e il castello dei Corvino) non hanno subito grandi modifiche di natura stilistico-architettonica nel corso dei secoli e il loro aspetto è rimasto perlopiù invariato. 

## Storia
L'origine della fortezza risale al 1211, anno in cui Andrea II d'Ungheria assegnò all'ordine dei Cavalieri Teutonici una locazione strategica. Dapprima venne eretta una costruzione in legno sulla cima di un picco roccioso a guardia dell'antico limes tra Valacchia e Transilvania. Da secoli  il passaggio permetteva il transito dei mercanti e lo scambio delle merci; tuttavia la struttura fu abbandonata nel 1226. 
Il 19 novembre del 1377 Luigi I d'Angiò-Valois riconobbe alla popolazione di Brașov la libertà di costruire a proprie spese una struttura fortificata in pietra che sarebbe poi divenuta il castello di Bran. La costruzione del castello proseguì fino al 1388, anno in cui venne sfruttato dal Regno d'Ungheria come baluardo contro l'espansione dell'Impero ottomano. Le roccaforti medievali di questo genere aiutarono a scongiurare le continue incursioni del XIV-XV secolo e a proteggere le popolazioni locali. 

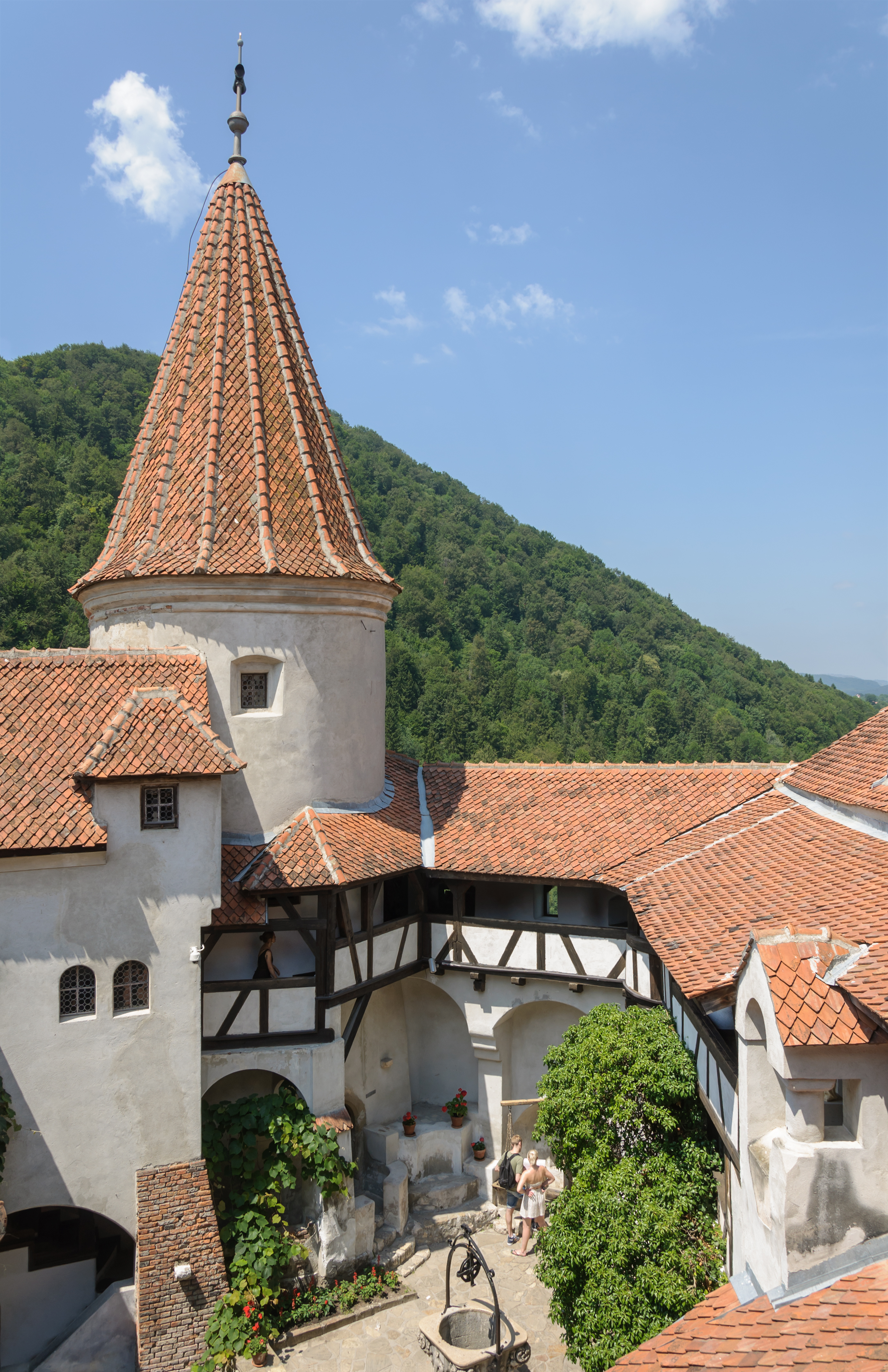
La vista a ovest dalla corte

Nel 1407 la rocca fu donata dal re d'Ungheria Sigismondo di Lussemburgo a Mircea I di Valacchia per assicurargli un luogo protetto in caso di attacco. Successivamente la proprietà fu ceduta ai principi di Transilvania. Nel 1441 il condottiero Giovanni Hunyadi bloccò l'avanzata dei turchi nei territori circostanti.
Nel 1448 nel castello si insediò il voivoda di Valacchia Vlad III, conosciuto anche come "Vlad l'Impalatore" per la sua reputazione di uomo sanguinario. In seguito a numerose controversie con la vicina Brașov, la quale appoggiava un altro candidato al trono e richiedeva di versare tasse doganali molto alte, nel 1459 Vlad III attaccò la città e incendiò i sobborghi. Nel conflitto furono uccisi migliaia di sassoni di Transilvania.
Dopo la morte di Vlad III il castello, ormai in disuso, fu acquistato dai sassoni per soli 1000 fiorini il 1 gennaio 1498. Il 25 aprile 1651 gli abitanti di Braşov lo vendettero al principe di Transilvania Giorgio II Rákóczi. Anche se la regione divenne parte dell'Impero asburgico nel 1687, la fortezza venne rinnovata dopo un lungo periodo di decadenza prima nel 1723 e poi nel 1863, anno in cui il confine tra la Transilvania e la Valacchia si spostò più a nord e il castello di Bran diventò una sede amministrativa. Dal 1888, e per circa altri trent'anni, il castello restò completamente disabitato.
A partire dal 1920, dopo l'unione della Transilvania alla Romania avvenuta il 1º dicembre 1918, per decisione del consiglio della città il castello di Bran divenne una residenza dei sovrani del Regno di Romania. Vi soggiornarono a lungo la regina Maria di Sassonia-Coburgo-Gotha, che ristrutturò gli interni, secondo il gusto di allora, in stile arts and crafts rumeno, e la figlia, la principessa Ileana di Romania, la quale ereditò il castello nel 1920. Il castello rimase una residenza reale estiva fino al 1932.
Nel 1948 Ileana di Romania, Antonio d'Asburgo-Lorena e tutta la famiglia reale rumena vennero esiliati dal governo comunista. Il castello, occupato dalla servitù, fu nazionalizzato dal regime e divenne un museo. Dal 1987 al 1993 si fecero lavori di ristrutturazione.
Il 1º giugno 2009, dopo svariati anni di trattative, la famiglia reale si vide restituire dalle autorità rumene l'intera proprietà come parte dell'eredità materna.

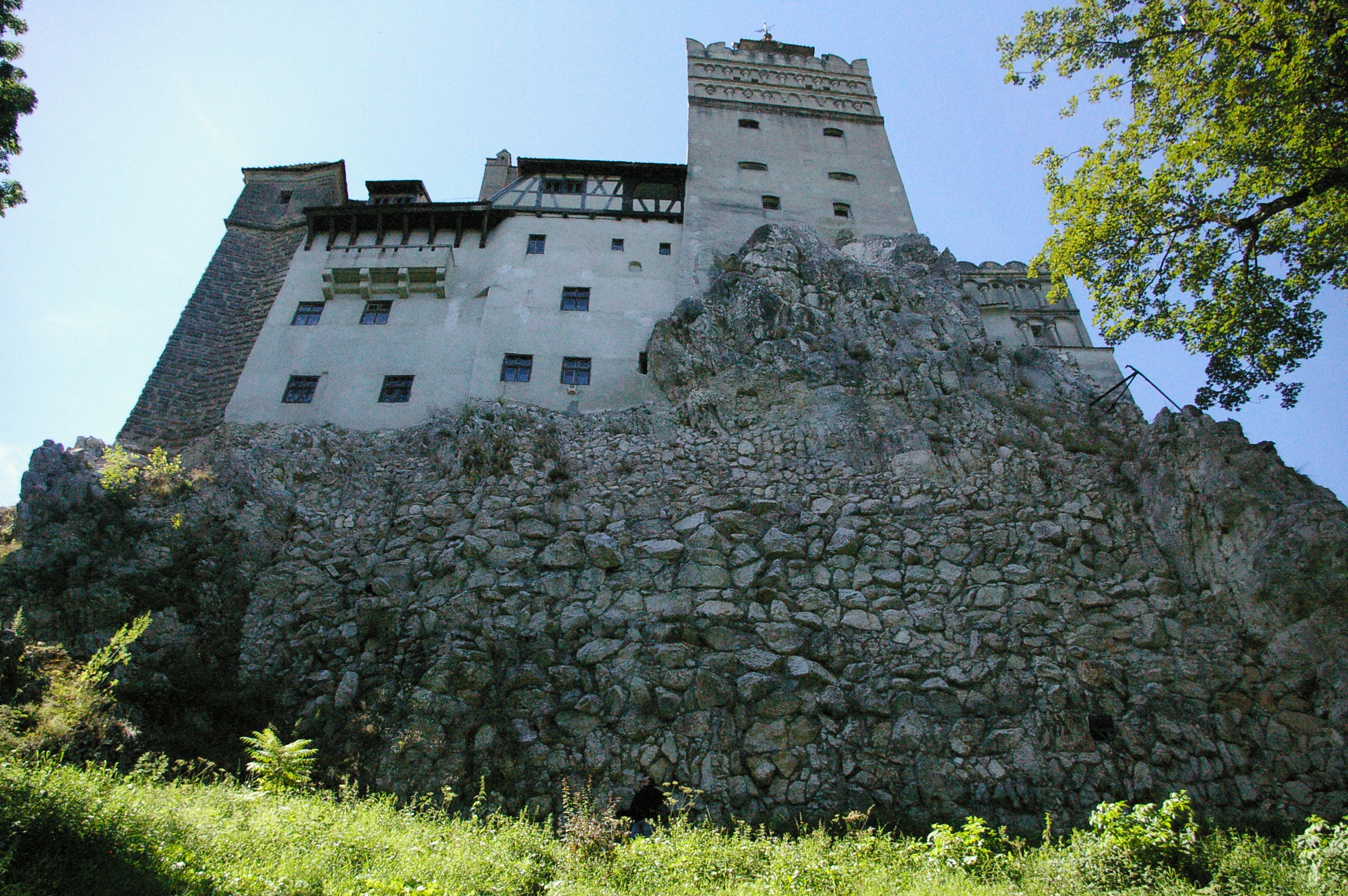
La vista dal parco a sud

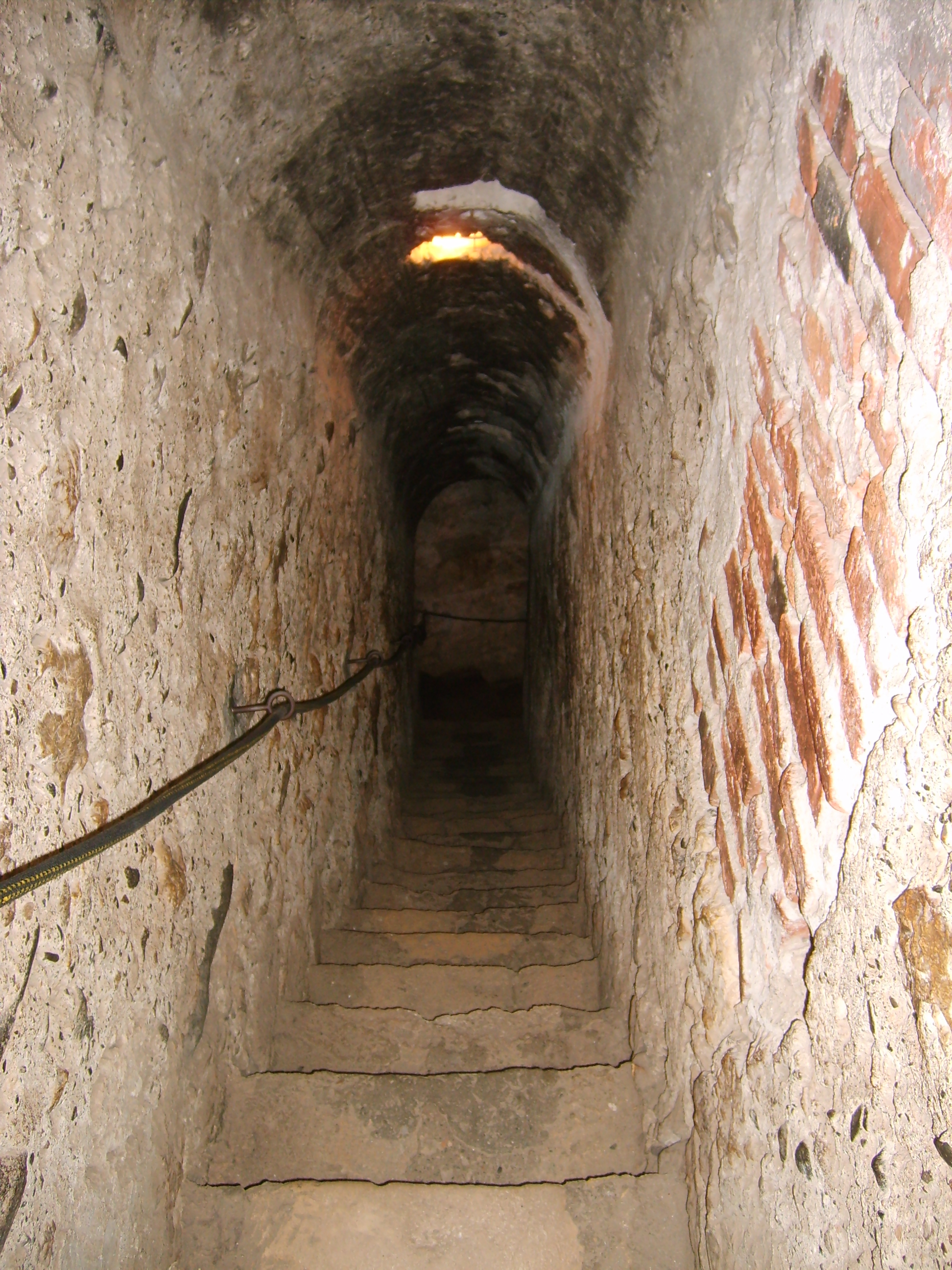
Il passaggio segreto che collega il primo piano al terzo

## Il "castello di Dracula"
Il castello di Bran, conosciuto nella cultura di massa anche come "castello di Dracula", acquistò fama internazionale grazie a Bram Stoker e alle numerose opere derivate.
Nel 1897 la Transilvania fu scelta da Stoker come ambientazione del suo celebre romanzo gotico Dracula, il cui personaggio principale, il conte Dracula, dimora in un castello immaginario, la cui localizzazione è identificabile, in base alle indicazioni contenute nel romanzo di Bram Stoker, con il gruppo roccioso detto dei "Dodici apostoli" del massiccio dei monti Calimani, parte della catena dei Carpazi, nei pressi del passo di Bistrița. Sebbene Stoker non abbia mai visitato la Romania, la descrive come una terra arretrata, disseminata di piccoli villaggi medievali terrorizzati da vampiri dimoranti in castelli gotici. Nella seconda metà del XX secolo in ambito turistico quello di Bran è stato percepito sempre più come castello di Dracula. Collocando la storia di Dracula in una terra da sempre multietnica come la Transilvania, Bram Stoker riesce a collegare il protagonista con alcune delle figure più sanguinarie, almeno stando alla vulgata, della storia europea: Attila, capo di una grande confederazione di Unni (considerati gli antenati dei Secleri ugro-finnici e iniziatori dello Stato dell'Ungheria), e i temutissimi Vichinghi di stirpe germanica. Pertanto nell'immaginario collettivo la storia di Dracula è indissolubilmente legata a Bran.
Si suppone che la figura di Vlad III di Valacchia sia stata fonte di ispirazione per la creazione del personaggio fittizio del conte Dracula.

## Visita del castello
Oggi il castello è un museo e una delle attrazioni più visitate della Romania.

### Ingresso

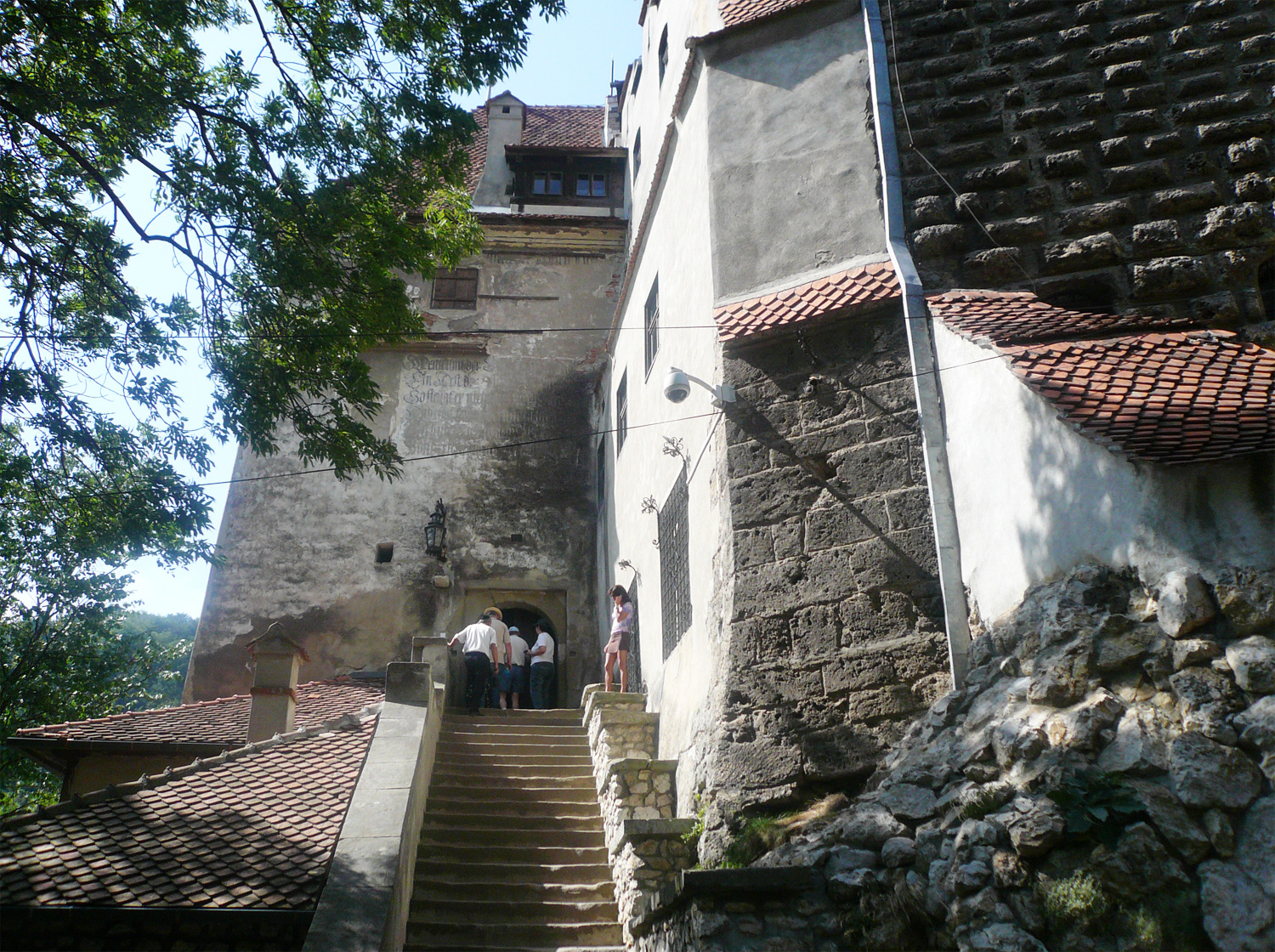
Ingresso al castello

Una scala di pietra conduce all'ingresso, ricavato sulla Torre di Pietra, imponente, squadrata, costruita nel XVII secolo come accesso al posto di guardia, che un tempo avveniva con una scala che si poteva alzare con due funi.

### Cortile e piano terra
La struttura è suddivisa in quattro piani. È un susseguirsi di sale, salette, corridoi, ognuno testimone della storia del castello. Il piano più basso, rimasto abbastanza fedele all'aspetto medioevale, era destinato alla servitù. Dalla sala della guardia, dove stazionavano i soldati che controllavano l'esterno attraverso una serie di strette finestre su ogni lato, si passa al cortile, con al centro il finto pozzo, ricavato da un capitello fiorentino del XIX secolo. Gli ambienti attorno erano destinati alle cucine, alle stanze della servitù e alle stanze di servizio,

### Appartamenti della regina Maria e del principe Nicola

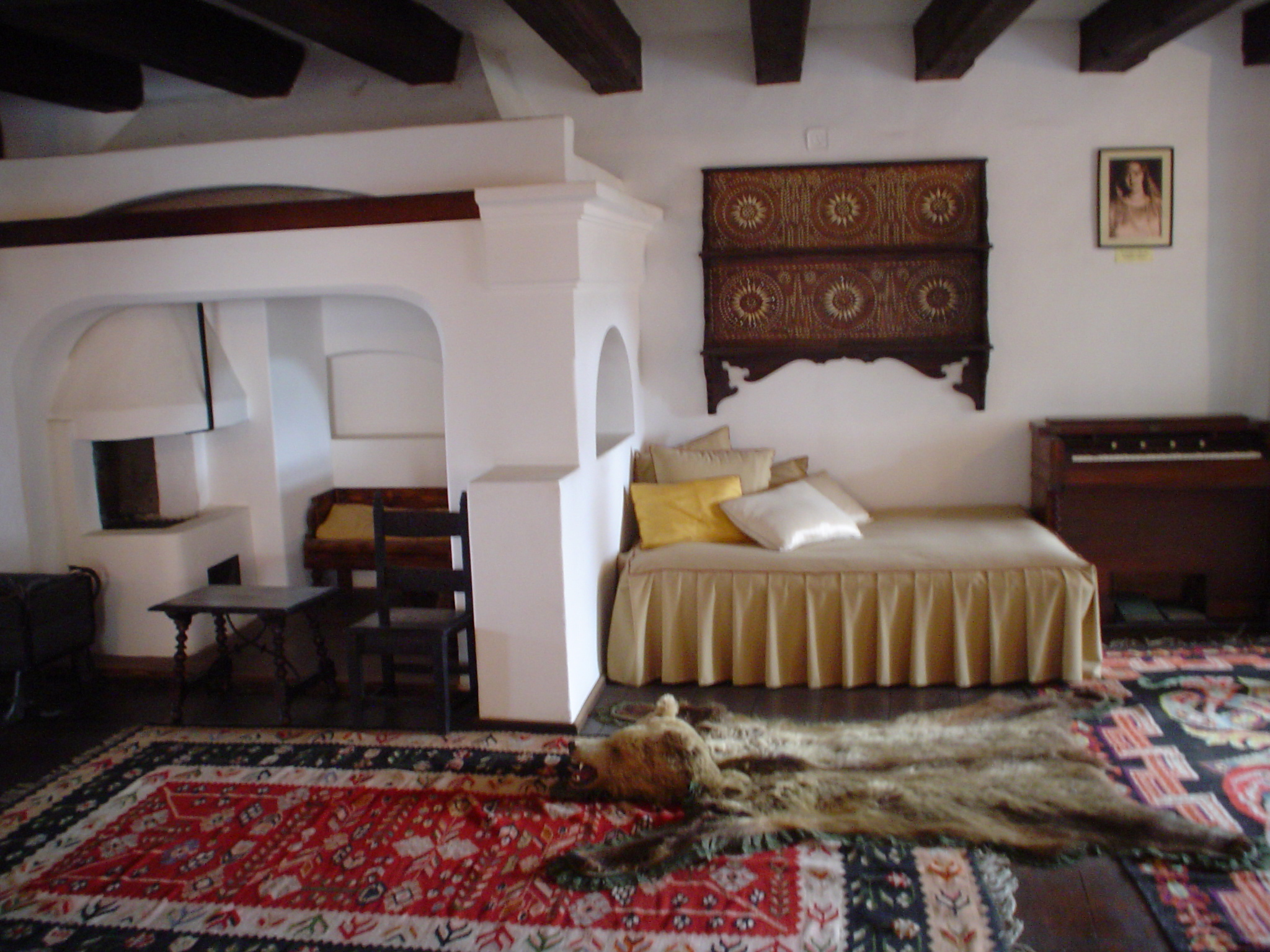
Camera da letto

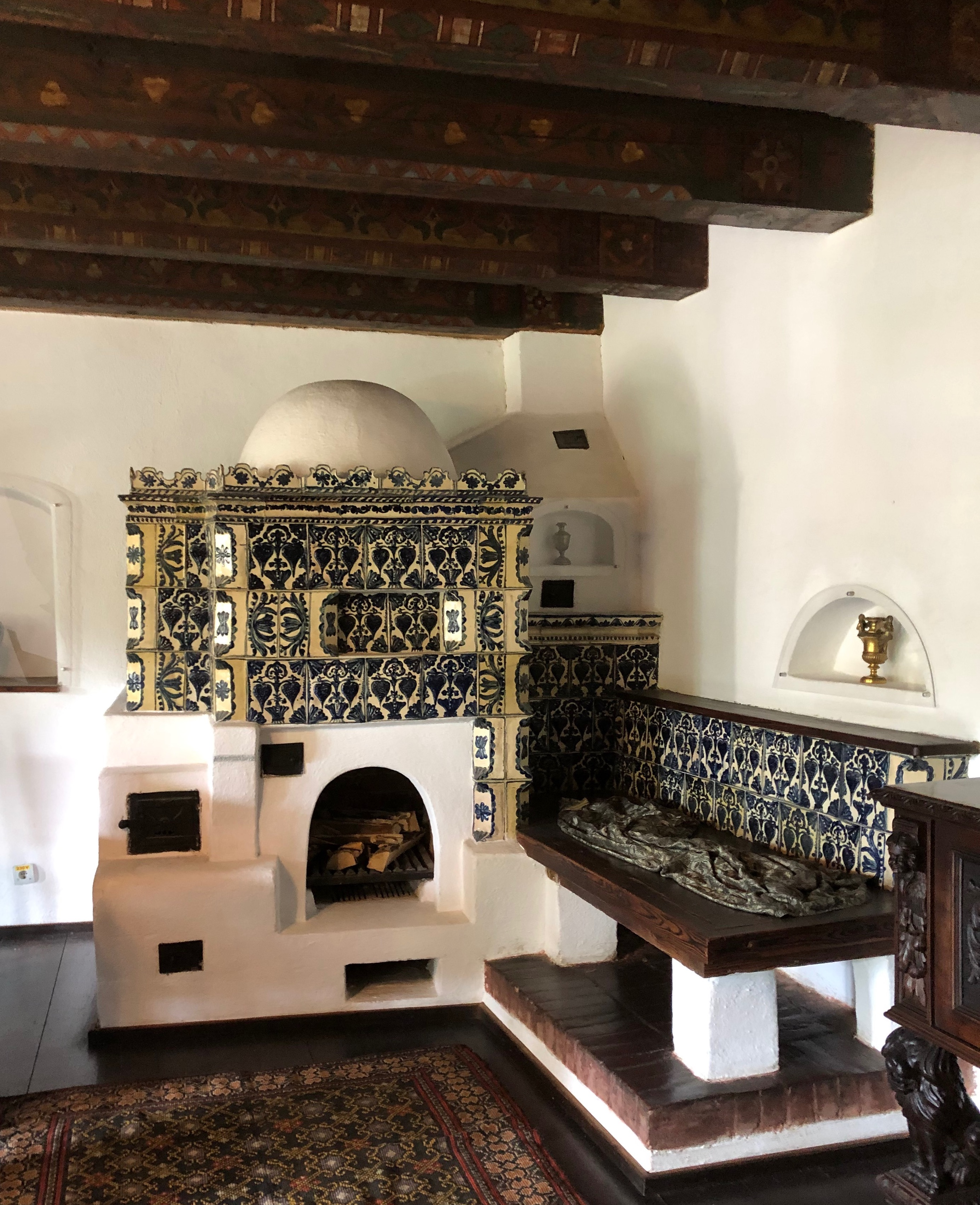
Sala da pranzo

Il percorso di visita porta a una scala che sale al primo piano, occupato dalla regina Maria di Sassonia e da sua figlia Ileana. La regina arredò le stanze raccogliendo mobili e corredi da ogni parte d'Europa, mescolando così gli stili del tempo. Il tutto è arricchito da drappi, tappeti e oggetti preziosi. Da un atrio si accede alla stanza da letto della regina, dall'arredamento sobrio; ritornando indietro e muovendosi in senso orario, si susseguono una saletta con una raccolta di coltelli e finestre con sedute laterali, la "sala gotica", allestita come sala da pranzo, e infine la "sala grande", con un ampio camino. Dalla sala si accede alla scala segreta che porta a tutti i piani del castello e conduce al terzo piano, dove si trovano la biblioteca e sala di musica, per la quale la regina aveva un amore profondo. Da qui si accede a un loggiato da cui si gode una bella vista sul cortile. La vista si allarga a tutto il castello, al tetto della dogana e alla campagna circostante salendo alla terrazza del quarto e ultimo piano, dove si trovano gli appartamenti del principe Nicola, con lo studio dedicato al disegno e la camera degli ospiti, che veniva utilizzata dal principe per giocare a carte.

### Appartamenti di re Ferdinando
Si scende al secondo piano, dedicato agli appartamenti del re Ferdinando I. Le sale hanno un aspetto più austero e lussuoso; dall'atrio si succedono in senso orario la "sala Biedermeier", così chiamata per il suo arredo in stile ottocentesco, e la camera da letto del sovrano, con un letto a baldacchino del Settecento piemontese decorato con scene della Natività e dell'adorazione dei Magi; dello stesso periodo sono anche lo scrittoio e la stufa di maiolica fiorentina. Il salone da pranzo neobarocco ha mobili di fattura tedesca del XIX secolo, una grande stufa rivestita di maioliche di Corund e, sulle travi del soffitto, gli stemmi dei nove villaggi che circondavano il castello. Seguono una saletta dove sono conservati alcuni abiti dei sovrani e l'armeria con una collezione di armi e armature del XV-XVII secolo. Attorno a tutto il piano corre un ballatoio che serviva come camminamento di difesa. Il ballatoio porta a ovest alla "Torre Rotonda", di forma cilindrica, dove è allestita una raccolta sulla vita del conte Vlad, con documenti e alcuni strumenti di tortura. Poco oltre la visita del piano si conclude con un locale in cui viene proiettato un video sulla storia del castello.

### Cappella di Mircea
Si scende nuovamente al cortile, sul quale si affacciano tutti i piani con una confusione di finestre, logge e balconi, torrette e camini, e da cui si accede alla cappella del principe Mircea (1913-1916), morto di tifo all'età di tre anni e qui sepolto dal 1941 al 2020. Nella cappella è collocato un gruppo ligneo raffigurante la Madonna con bambino e Sant'Anna.

### Museo etnografico
Nel parco ai piedi del castello è allestito un museo etnografico: si possono vedere le case tradizionali con i mobili originali, gli abiti e gli attrezzi del lavoro degli abitanti della Transilvania.